# Verner Panton
Verner Panton (nascut a Gentofte el 13 de febrer del 1926, mort el 5 de setembre del 1998 a Copenhaguen) va ser un arquitecte i dissenyador danès. Va ser un dels primers a introduir el pop art al món dels mobles.

La cadira Panton

És conegut, entre d'altres, per a la seva cadira de polipropilè, d'una sola peça injectada en un torn sense qualsevol muntatge posterior, creada el 1959/60. La seva producció industrial en sèrie per la fàbrica Vitra de Weil am Rhein va començar el 1967 i continua fins avui. Continua sent considerada una obra d'art de la decoració interior i exterior. De les seves altres obres destaca la cantina de l'antic edifici de la redacció del setmanari Der Spiegel a Hamburg, transferida al Museum für Kunst und Gewerbe el 2011.